# São Judas Tadeu Campus Unimonte
São Judas Tadeu Campus Unimonte é um centro universitário brasileiro, situado na cidade de Santos, no estado de São Paulo, cuja fundação aconteceu em 10 de abril de 1971 com a criação da Associação Educacional do Litoral Santista (AELIS), mantenedora da instituição. 
Fundaram a associação os educadores e empresários Walter José Lanza, Raul Tavares da Silva, José Oswaldo Passarelli, Maria Ottilia Pires Lanza, Victório Lanza Filho e Túlio Di Renzo.

## História
No dia 10 de abril de 1971, a Associação Educacional do Litoral Santista (AELIS) foi fundada na cidade de Cubatão, no litoral do estado de São Paulo. O primeiro curso da faculdade foi o de Ciências Contábeis. A AELIS também foi responsável pela criação do segundo curso de Turismo do País a formar graduados na área, em 1973. 
Neste mesmo ano, a AELIS transfere-se para Santos e passa a operar em dois endereços: na Rua Ana Santos, com o curso de Ciências Contábeis, e na Avenida Ana Costa, com o de Turismo. No ano de 1980, a AELIS adquire a posse do prédio do colégio Tarquínio Silva, o seu primeiro campus, aprimorando as instalações dos seus cursos. Já em 1992, as Faculdades AELIS se credenciam como Centro Universitário, passando a levar a alcunha de Unimonte: Centro Universitário Monte Serrat. Em 11 de abril de 2018, a marca São Judas passou a fazer parte da Unimonte, fazendo com que a instituição continuasse à sua história sob o nome Centro Universitário São Judas Tadeu | Campus Unimonte (São Judas | Campus Unimonte).

## Momento Atual
Em 18 de novembro de 2008, a Unimonte apresenta à sociedade o nome de seu novo reitor (o terceiro em sua história): o engenheiro aeronáutico Ozires Silva, uma das figuras de maior destaque no cenário brasileiro e internacional e que já foi ministro da Infra-estrutura, além de presidente de empresas como Petrobras, Embraer e Varig. 
A alteração no comando máximo foi decorrente dos planos da instituição de participar de forma ainda mais direta no desenvolvimento da Baixada Santista, a partir do espírito empreendedor de Ozires Silva e sua reputação de executivo competente. Ele ocupou o lugar de padre Geraldo Magela Teixeira, que participou do processo de reestruturação acadêmica da Unimonte de julho de 2006 a novembro de 2008. Com isso, Magela voltou a se dedicar em tempo integral à reitoria do Centro Universitário Una – que é parceiro da Unimonte –
em Belo Horizonte (MG). Ambas faculdades, com adição também do Centro Universitário UniBH, são associados ao conceito da rede Anima Educação, que possibilita sobretudo o intercâmbio entre professores, estudantes e experiências pedagógicas e administrativas. 
Antes de Geraldo Magela Teixeira, a reitoria da Unimonte também foi de responsabilidade da professora Maria Ottilia Pires Lanza, que ocupou o cargo por um total de 35 anos. 
A Unimonte possui cerca de 6 mil alunos, distribuídos nos cursos de Graduação (Bacharelado, Licenciatura e Tecnológicos), Pós-Graduação Lato Sensu e de Extensão. No fim de 2011 e início de 2012 o Campus Vila Mathias passou por uma grande reforma e algumas áreas foram totalmente replanejadas. Já em 11 de abril de 2018, a marca São Judas passou a fazer parte da Unimonte, fazendo com que a instituição continuasse à sua história sob o nome Centro Universitário São Judas Tadeu | Campus Unimonte.

## Infraestrutura
Para otimizar as aulas em sala, a universidade implantou projetores em todas as salas do campus, conta também com oitos salas de informáticas, sendo duas delas equipadas com computadores da Apple, os alunos dos cursos de comunicação contam com a Agência Experimental de Comunicação, mais conhecida como JOBS, formada por alunos estagiários e voluntários, que desenvolvem peças e campanhas publicitárias para a demanda interna (cursos da instituição) e para alguns clientes externos, sempre sob a supervisão de professores, a faculdade possui duas ilhas de edição não-lineares (computadorizadas), uma linear, um switcher, câmeras, sistema de iluminação, um estúdio com 71 m² de dimensão e 4,20 metros de altura com revestimento acústico, estúdio de rádio, sala de espera, fitoteca e camarim.
A Unimonte também possui o CEPTAS (Centro de Pesquisa e Triagem de Animais Selvagens), que é formado por estagiários do curso de Medicina Veterinária, que fica localizado dentro do Parque Cotia-Pará, em Cubatão, o centro recebe animais de pequeno e médio porte, entre eles papagaios, araras, gaviões, saguis, macacos-pregos, bugios, muriquis, lontras, gaviões, gatos do mato, jaguatiricas, bichos-preguiça, tamanduás-mirins, antas e capivaras, há também o Centro Médico Veterinário Unimonte junto ao campus da instituição, com 304 m2 de área útil, o centro veterinário realiza consultas, cirurgias e exames laboratoriais e de imagem, mediante cobrança de taxas específicas, reunindo também todos os atributos para fazer atendimentos emergenciais, para isso, conta com um time composto por veterinários de várias especialidades, como anestesistas, oncologistas, patologistas e radiologistas, e também estagiários

## Cursos de graduação

### Bacharelado
- Administração
- Arquitetura e Urbanismo
- Biomedicina
- Ciências Contábeis
- Cinema e Audiovisual
- Design
- Direito
- Enfermagem
- Engenharia Ambiental
- Engenharia Civil
- Engenharia da Computação
- Engenharia da Petróleo
- Engenharia de Produção
- Engenharia Mecânica
- Geologia
- Medicina Veterinária
- Oceanografia
- Psicologia
- Publicidade e Propaganda

### Licenciatura
- Pedagogia

### Tecnológicos
- Análise e Desenvolvimento de Sistemas
- Comércio Exterior
- Estética e Cosmética
- Gastronomia
- Gestão Ambiental
- Gestão de Recursos Humanos
- Gestão Portuária
- Jogos Digitais
- Logística
- Processos Gerenciais (Gestão Empresarial)

## Cursos de pós-graduação lato sensu

### Educação
- Alfabetização e Letramento: Ensino e Intervenção
- Educação Especial na Perspectiva da Educação Inclusiva

### Gestão e negócios
- MBA em Gestão Estratégica de Pessoas
- MBA em Gestão Estratégica de Negócios
- MBA em Controladoria e Finanças Corporativas
- MBA em Comércio Exterior e Negócios Internacionais

### Saúde
- Pós-Graduação de Enfermagem em UTI
- Pós-Graduação de Enfermagem em Urgências e Emergências